# 리듬스타 소셜
《리듬스타 소셜》은 2011년 애이앤비 소프트가 개발한 리듬스타 t를 업그레이드해 스마트폰에 최적화 하게 만든 스마트폰용 응용 프로그램이다. SKT,LGT(LG유플러스)에서 지원을 하고 KT에서는 지원을 하지 않는다.

## 특징
일반적으로 기존의 피처폰용 리듬스타t랑 크게 다른 점이 없다. 크게 리듬스타모드와 소셜모드로 나뉘는데, 리듬스타모드에서는 혼자서 리듬스타를 즐길 수 있고, 소셜모드에서는 플레이어랑 소통도 하고 별이란 것도 나누어 줄 수 있다. 단, 기존 리듬스타 t와 비교해 음표를 얻기의 난이도가 높아졌다. 이 리듬스타 소셜은 기존 리듬스타 t 정식판의 가격 거품을 빼기 위해 제작이 되었다. 그 특징을 꼽자면 기존 스토리모드와 챔피언모드의 삭제이다. 그리고 행성 옵션을 직접 얻게 하지 않고 그냥 제공한다.

## 판정

### 노트 판정
miss,bad,good,great,perfect판정이 있고, good판정부터 연속으로 노트를 누를경우 콤보가 됨.

### 게임 판정
sss,ss,s,a,b,c,d,e,f 판정이 있음.

## 행성 옵션

### 스피드
- 1.5배속
- 2배속
- 2.5배속
- 3배속

### 옵션
- 플래시:노트가 깜빡거림.
- 미러:노트가 뒤집힘.
- 랜덤:노트가 랜덤으로 나옴.
- 트위스트:노트가 나오다 위치가 바뀜.
- 고스트:노트를 가리는 유령이 나옴.
- 히든:노트가 처음부터 보이지 않음.
- 스톤:스톤노트가 생김. 스톤노트를 누르면 미스가 생김.
- 헬프:게이지 감소량을 30%줄여줌
- 프리스타일:노트가 자기멋대로 내려옴.
- 엑셀:노트가 중간에 빠르게 내려옴.
- 프리즌:노트가 중간에 느리게 내려옴.
- 미스트:노트가 중간에 보이지 않음.
- 그레이트:반드시 그레이트 이상으로 클리어. 굿 이하가 나올경우 자동으로 게임 오버.